# Haplidia migliaccioi
Haplidia migliaccioi är en skalbaggsart som beskrevs av Baraud 1988. Haplidia migliaccioi ingår i släktet Haplidia och familjen Melolonthidae. Inga underarter finns listade i Catalogue of Life.